# Крістіна Тойшер
Крістіна Тойшер (англ. Cristina Teuscher, 12 березня 1978) — американська плавчиня.
Олімпійська чемпіонка 1996 року, призерка 2000 року.
Чемпіонка світу з водних видів спорту 2001 року, призерка 1994, 1998 років.
Переможниця Пантихоокеанського чемпіонату з плавання 1995, 1999 років.
Переможниця Панамериканських ігор 1995 року.